# Althepus noonadanae
Althepus noonadanae är en spindelart som beskrevs av Brignoli 1973. Althepus noonadanae ingår i släktet Althepus och familjen Ochyroceratidae.
Artens utbredningsområde är Filippinerna. Inga underarter finns listade i Catalogue of Life.